# Sam & Max Hit the Road
Sam & Max Hit the Road è un'avventura grafica sviluppata e prodotta da LucasArts, inizialmente pubblicata nel 1993 per MS-DOS e nel 1995 per Mac OS sia su floppy che su CD, quest'ultimo contenente le tracce audio dei dialoghi. È considerato universalmente una delle pietre miliari del genere anche per le innovazioni che, da questo titolo in avanti, caratterizzeranno il motore grafico.
I personaggi di questo videogioco sono tratti dal fumetto Sam & Max: Freelance Police creato da Steve Purcell. Lo stesso Purcell assieme a Sean Clark, Collette Michaud e Michael Stemmle ha lavorato alla stesura del design di questo gioco che è apprezzato per la massiccia dose di humor che contiene.

## Trama
La coppia di detective (Sam, un cane antropomorfo alto 183 cm e Max, un coniglio iperattivo alto 91,5 cm) è chiamata a risolvere il mistero della sparizione di Bruno, un bigfoot, e Trixie, una ragazza con il collo da giraffa, attraversando una surreale America.

## Modalità di gioco
Diversamente dalle precedenti avventure grafiche che utilizzano il motore SCUMM, questo videogioco non ha l'inventario ed il pannello con le azioni possibili nella parte bassa dello schermo. Il sistema di controllo si basa sull'uso del tasto destro del mouse per far scorrere una lista di icone rappresentanti le azioni possibili mentre l'inventario è situato in una schermata separata. Una interfaccia simile venne in seguito usata in The Dig ed in tutti i giochi SCUMM seguenti.

## Sequel
Circa un decennio dopo l'uscita dell'avventura grafica originale, LucasArts invia un comunicato alla stampa il 23 agosto 2002 annunciando il seguito di Sam & Max Hit the Road intitolato Sam & Max Freelance Police. Il seguito - come l'originale - avrebbe dovuto essere un'avventura punta e clicca ambientata in mondi tridimensionali. Mike Stemmle, co-designer di Sam & Max Hit the Road, era il direttore capo di questo progetto assieme a Steve Purcell, il quale contribuiva con design e concept art. Bill Farmer e Nick Jameson erano anche questa volta i doppiatori ufficiali di Sam & Max. Tuttavia il progetto venne inspiegabilmente annullato.
Una nuova serie di episodi di Sam & Max, Sam & Max Season One (chiamato più avanti Sam & Max Save the World) fu in seguito annunciata dall'appena formata Telltale Games, una compagnia formata da numerosi ex-impiegati LucasArts in collaborazione con Steve Purcell ed il primo titolo fu distribuito il 17 ottobre 2006. Visto il successo la società realizzò anche la seconda serie, Sam & Max Season Two o Sam & Max Beyond Time and Space ed una terza Sam & Max Season Three o Sam & Max The Devil Playhouse. La Skunkape Games formata da alcuni vecchi membri della Telltale Games creò nel 2020 una remastered di Sam & Max Season One e sta attualmente lavorando alle remastered per Sam & Max Season Two e Sam & Max Season Three.

## Doppiaggio
Questo episodio della serie è stato l'unico a essere doppiato in italiano; nei sequel Sam & Max: Season One e Season Two per la lingua italiana sono disponibili soltanto i sottotitoli.
I doppiatori dei protagonisti sono Pier Luigi Zollo (Sam) e Riccardo Rovatti (Max).